# Trichomanes micayense
Trichomanes micayense är en hinnbräkenväxtart som beskrevs av Georg Hans Emmo Wolfgang Hieronymus. Trichomanes micayense ingår i släktet Trichomanes och familjen Hymenophyllaceae. Inga underarter finns listade.